# Deelen (buurtschap)
Deelen is een buurtschap in de Nederlandse provincie Gelderland dat deels in de gemeente Ede en deels in de gemeente Arnhem ligt. Deelen telt ongeveer 20 inwoners. De postcode is 6877.
Deelen ligt op de zuidelijke Veluwe, op een hoogte van ongeveer zestig meter en wordt grotendeels omringd door bos, heide en zandverstuivingen, in noordwestelijke richting door het Deelensche Zand (onderdeel van het Nationaal Park De Hoge Veluwe) en in noordoostelijke richting door het Deelerwoud. Zuidwestelijk ligt de Vliegbasis Deelen en zuidoostelijk het Vliegveld Terlet (bestemd voor zweefvliegen).
Op donderdag 25 juli 2019 steeg tijdens een hittegolf de temperatuur in Deelen tot 42,9 graden Celsius. Echter, een uur na deze meting trok het KNMI dit record weer in, omdat de sensor niet goed zou hebben gefunctioneerd. Op 3 december berichtte het Algemeen Dagblad dat de sensor naar behoren functioneerde, maar het record bleef ongeldig (werd bijgesteld naar 39,2°) en bleef betwist.

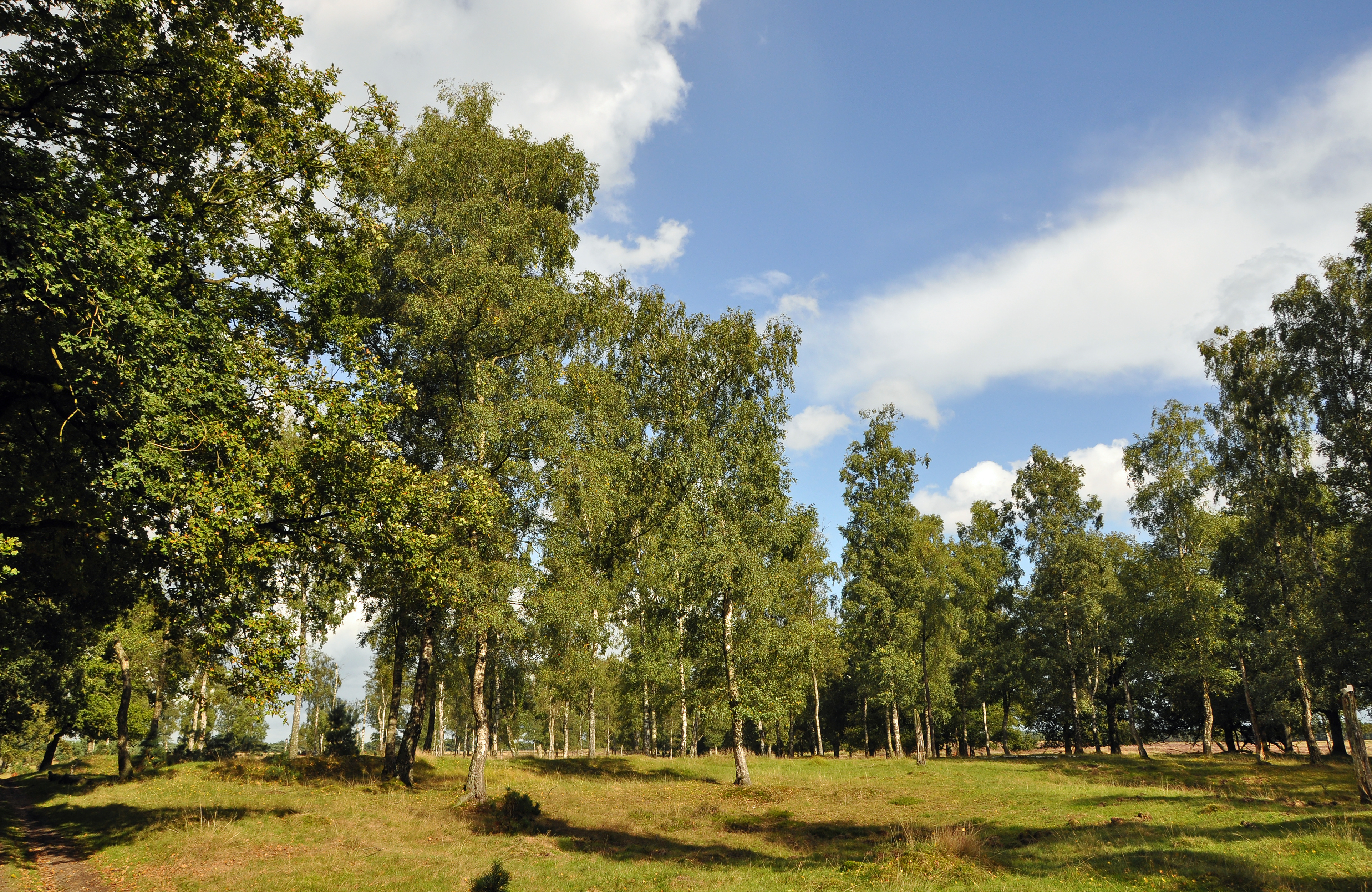
Deelerwoud
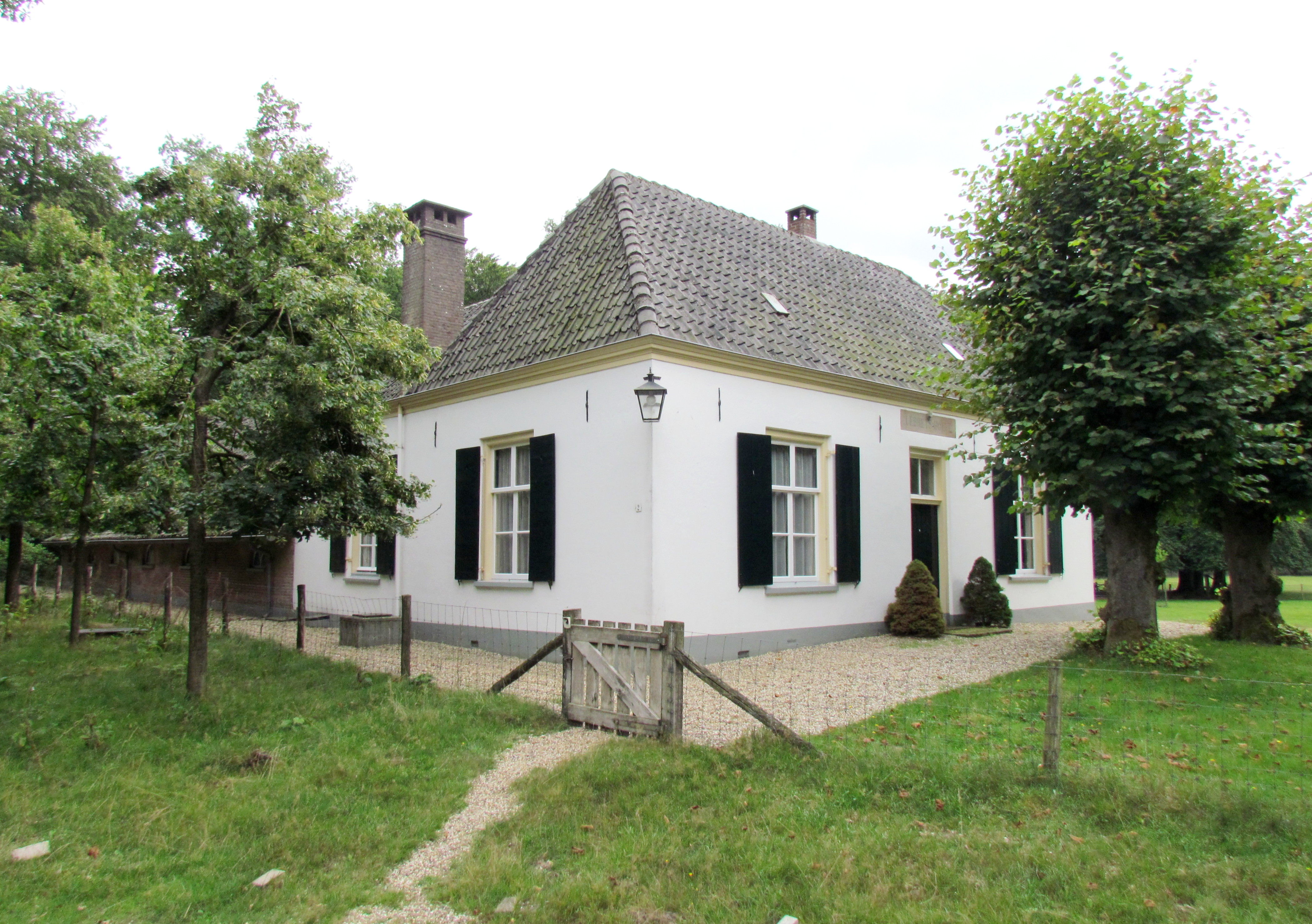
De Lebretshoeve in het Deelerwoud
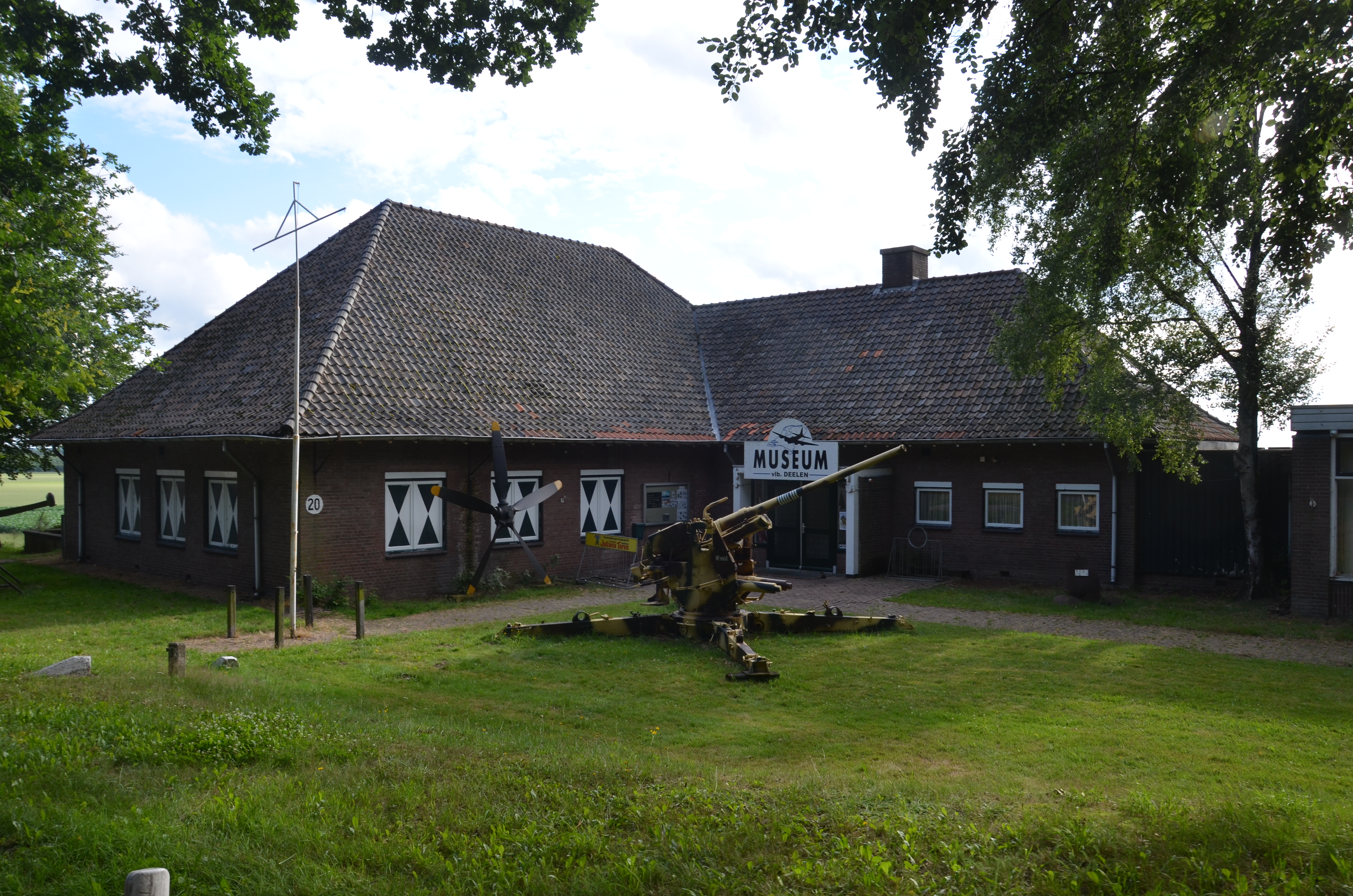
Museum Vliegbasis Deelen